# Комплексы (фильм)
«Комплексы» (итал. Complessi, I) — киноальманах итальянских режиссёров Дино Ризи, Франко Росси и Луиджи Филиппо д’Амико. Фильм можно смотреть детям любого возраста.

## Сюжет
Фильм состоит из трёх новелл, в центре внимания каждой из которых — один из человеческих комплексов.
1. «Решающий день» — Нино Манфреди: застенчивый мужчина пытается сделать предложение своей коллеге.
2. «Комплекс обнажённой рабыни» — Уго Тоньяцци: моралист узнает, что его жена до свадьбы снялась в непристойном фильме.
3. «Гульельмо-зубастик» — Альберто Сорди: на конкурсе теледикторов пытается победить исключительных талантов человек с непрезентабельной внешностью.

## В ролях
- Нино Манфреди — Квирино Раганелли
- Илария Оккини — Габриэлла
- Риккардо Гарроне — Альваро Морандини
- Уго Тоньяцци — профессор Гильдо Беоцци
- Паола Борбони — Бараччи-Кроке
- Альберто Сорди — Гульермо Бертоне
- Франко Фабрици — Франческо Мартелло
- Армандо Тровайоли — камео
- Нанни Лой — камео
- Эди Кампаньоли — камео
- Алиса и Эллен Кесслер — камео
- Гая Джермани — камео
- Клаудио Гора – антиквар

## Съёмочная группа
- Режиссёры: Дино Ризи, Франко Росси, Луиджи Филиппо д`Амико
- Продюсер: Эннио ди Мео
- Сценаристы: Лео Бенвенути, Пьеро Де Бернарди, Марчелло Фондато
- Композитор: Армандо Тровайоли
- Оператор: Эннио Гварньери, Марио Монтуори